# Ptycholaimellus sindhicus
Ptycholaimellus sindhicus is een rondwormensoort uit de familie van de Chromadoridae. De wetenschappelijke naam van de soort is voor het eerst geldig gepubliceerd in 2001 door Turpeenniemi, Nasira & Maqbool.